# Bölmepınar, Çavdır
Bölmepınar là một xã thuộc huyện Çavdır, tỉnh Burdur, Thổ Nhĩ Kỳ. Dân số thời điểm năm 2010 là 872 người.